# 浪速淀川花火大會

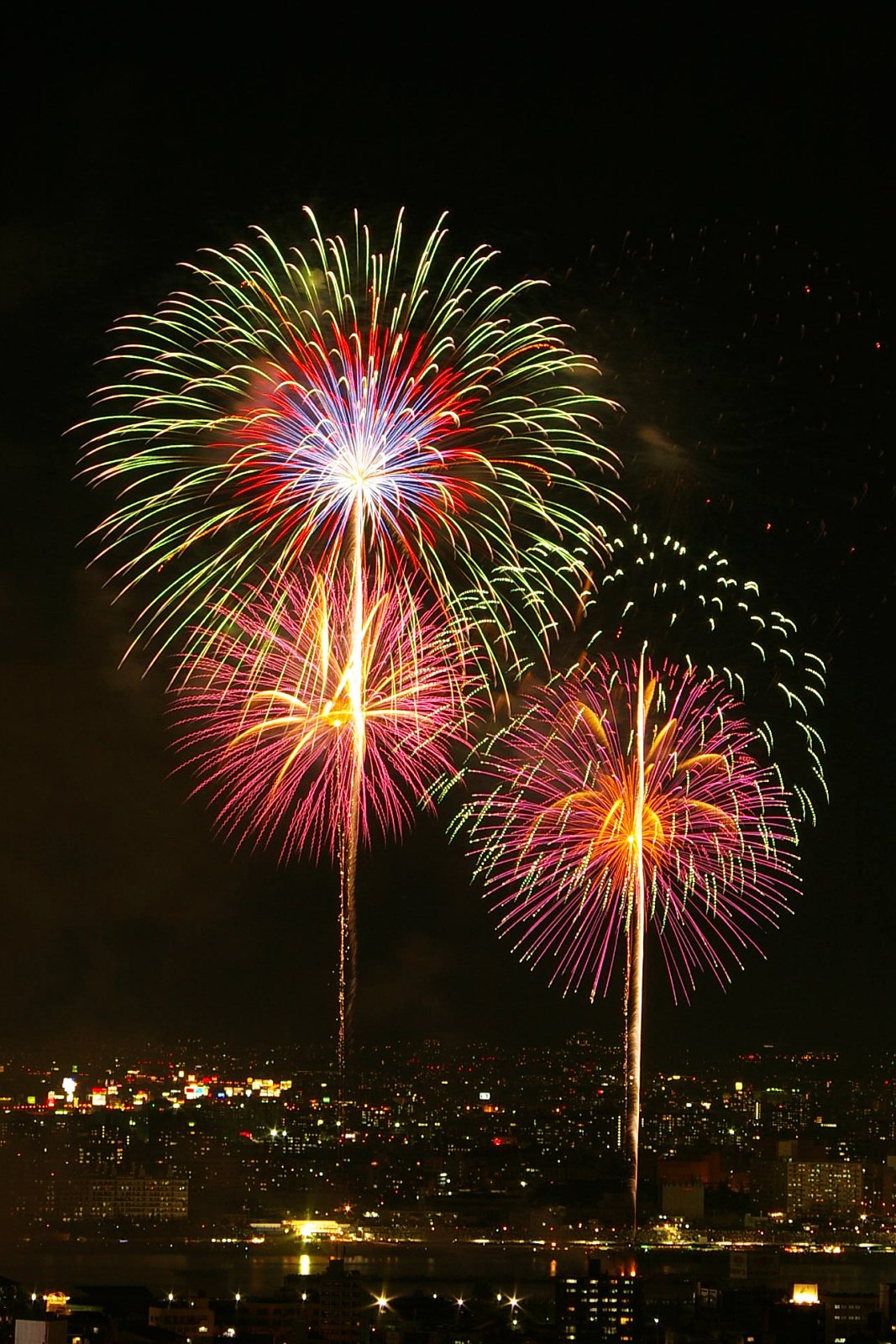
2008年浪速淀川花火大会

浪速淀川花火大會（日语：なにわ淀川花火大会）是1989年起每年8月初於日本大阪市新淀川舉行的火花大會。原本稱為平成淀川花火大會（よどがわはなびたいかい），第18屆（2006年）起改為現在名稱。

## 外部連結
官方網站 （页面存档备份，存于）